# The Truman Show
The Truman Show er en amerikansk science-fiction komediedramafilm fra 1998, instrueret af Peter Weir efter manuskript af Andrew Niccol.

## Handling
Filmen handler om den 30-årige mand Truman Burbank, spillet af Jim Carrey, der som spædbarn lovligt er blevet adopteret af et tv-selskab for at blive hovedpersonen i et realityshow. Hele verden følger med i Trumans liv og opvækst, der foregår i en idyllisk lille by, der er byggt op i en verden, der består af et stort filmstudie. Truman har ingen viden om, at han ikke lever i en virkelig verden, og at hele hans tilværelse er tv-underholdning. Alle medvirkende i tv-showet, bortset fra Truman, kender til virkeligheden. 
For at få Truman til at blive i tv-studiets virkelighed har det været nødvendigt at fortælle Truman, at verden udenfor den lille by er farlig og ikke værd at besøge. For at fratage Truman lysten til at sejle over "havet" arrangeres en bådulykke, hvor Trumans far foregives at omkomme. 
Men i takt med, at Truman vokser op og stiller flere spørgsmål til de små uforståelige detaljer i showet, vokser Trumans lyst til at komme væk fra byen ... 

## Medvirkende
- Jim Carrey
- Laura Linney
- Noah Emmerich
- Natascha McElhone
- Holland Taylor
- Ed Harris
- Paul Giamatti